# Megachile gomphrenae
Megachile gomphrenae là một loài Hymenoptera trong họ Megachilidae. Loài này được Holmberg mô tả khoa học năm 1886.